# Бешалах
Глава «Бешалах» (др.-евр. בשלח‬ — «когда отпустил …») — шестнадцатая по счёту глава торы и четвёртая по счёту глава книги «Шмот». Имя своё, как и все главы, получила по первым значимым словам текста (ва-ихйи бешалах пар’о эт ха-ам — «И было, когда отпустил фараон народ …»). В состав главы входят стихи с 13:17 по 17:14. В главе описывается исход евреев из Египта.

## Краткое содержание главы
Позволивший евреям покинуть Египет фараон, опомнившись вскоре, гонится за ними, чтобы силой их вернуть. Евреи обнаруживают себя запертыми между чермным морем и армией фараона. Бог велит Моше поднять свой посох над морем; воды расступаются, позволяя евреям пройти через море, и затем смыкаются над преследующими их египтянами. Моше и Сыны Израиля поют богу благодарственную песнь (переход через море описан в стихах 13:17—15:21). Поёт свою песнь и сестра Моше — пророчица Мирьям.
В пустыне народ, страдающий от жажды и голода, несколько раз жалуется Моше и Аарону. Всевышний делает пресной горькую воду источника в Маре; позже по его велению Моше, ударив посохом по скале, извлекает из неё воду. Каждое утро перед рассветом бог посылает с небес манну, а вечером в лагере Израильтян появляются перепела.
Евреи получают повеление собирать в пятницу двойную порцию манны, поскольку ничего не будет выпадать в Шаббат — день, установленный для покоя. Однако некоторые не повинуются и отправляются собирать манну, но не обнаруживают ничего.
В Рефидиме на евреев нападают амалекитяне. Воины, возглавляемые Иисусом Навином (Йеошуа), при поддержке молитв Моше, одерживают над ними победу (путь к горе Синай описан в стихах 15:22—17:16).

## Дополнительные факты
Согласно традиции, сгула (нематериальный инструмент) для улучшения своего материального положения — в третий день недели главы «Бешалах» (то есть во вторник) читать главу о манне. Читают стихи 16:4—16:36 (один раз на иврите и два раза — в переводе на арамейский (перевод Онкелоса).
Прочесть отрывки нужно до наступления темноты.
Глава разделена на семь отрывков (на иврите — алиёт), которые прочитываются в каждый из дней недели, с тем, чтобы в течение недели прочесть всю главу.
- В воскресенье читают псуким с 13:17 по 14:8
- В понедельник читают псуким с 14:9 по 14:14
- Во вторник читают псуким с 14:15 по 14:25
- В среду читают псуким с 14:26 по 15:26
- В четверг читают псуким с 15:27 по 16:10
- В пятницу читают псуким с 16:11 по 16:36
- В субботу читают псуким с 17:1 по 17:16

В понедельник и четверг во время утренней молитвы в синагогах публично читают отрывки из соответствующей недельной главы. Для главы «Бешалах» это псуким с 13:17 до 14:8
В субботу, после недельной главы читается дополнительный отрывок афтара. В ашкеназских общинах читается отрывок из книги Шофтим (псуким 4:4-5:31).
В сефардских общинах в качестве гафтары читается отрывок из книги Шофтим (псуким 5:1-5:31).
Также Мессианские евреи читают отрывки Брит Хадаша Ин. 6:15-71; 1 Кор. 10:1-13; Откр. 15:1-4